# لری اهرن
لری اهرن (زاده ۲۶ آوریل ۱۹۵۵) یک سیاستمدار جمهوری‌خواه و عضو سابق مجلس نمایندگان فلوریدا است که نماینده ناحیه ۶۶ است که شامل بخش شمال غربی Pinellas، از کلیرواتر تا سمینول، از ۲۰۱۲ تا ۲۰۱۸ است.
اهرن در دیترویت، میشیگان متولد شد و از سال ۱۹۷۳ تا ۱۹۷۷ در نیروی هوایی ایالات متحده خدمت کرد.